# Distrito de Río Negro
El Distrito de Río Negro es uno de los nueve distritos que conforman la Provincia de Satipo, ubicada en el Departamento de Junín, bajo la administración del Gobierno regional de Junín, en el Perú.
Desde el punto de vista jerárquico de la Iglesia católica, forma parte de la Vicariato apostólico de San Ramón.

## Historia
El distrito de Río Negro fue creado mediante Ley N.º 15481 del 26 de marzo de 1965, en el primer gobierno del Presidente Fernando Belaúnde Terry.

## Geografía
Abarca una superficie de  714,98 km².

## División administrativa

### Centros poblados
- Urbanos
- Rurales
- Comunidades nativas

## Autoridades

### Municipales
- 2023 - 2026 Yuri Ferrini Nieto
- 2019 - 2022 Mónica Chuquimia
- 2015 - 2018[2]
  - Alcalde: Elvis Walter Hinostroza Jorge, del Movimiento Junín Sostenible con su Gente (JSG).
  - Regidores:  Elber Paulino Peralta Martínez JSG), Daisy Castro Quilca (JSG), José Luis Ccencho Meneses (JSG), Costabo Manuel Juzcamayta Pariachi (JSG), William Condor Quispe (JSG), Nelson Del Campo Casancho (Fuerza Popular K), Brigio Santos Shimashiri (Junin Emprendedores Rumbo al 21).
- 2011 - 2014
  - Alcalde: José Edgar Zevallos Ramírez, del Alianza para el Progreso (APP).
  - Regidores: Fernando Rivas Cardenas (APP), Jaime Alejandro Paitán Gozar (APP), Daisy Castro Quilca (APP), Helver Aliandro Villalobos Díaz (APP), José Luis Ccencho Meneses (APP), Celestino Quinchisa Cárdenas (Fuerza 2011), Pedro Marcelo Aliaga Caja (Fuerza 2011).
- 2007 - 2010
  - Alcalde: José Edgar Zevallos Ramírez.

### Policiales
- Comisario: Sgto. PNP  .

### Religiosas
- Vicariato apostólico de San Ramón
  - Obispo: Anton Gerardo Antonio Žerdín Bukovec, O.F.M..
- Parroquia[3]
  - Párroco: Pbro.